# Nicomachus Flavianus der Jüngere

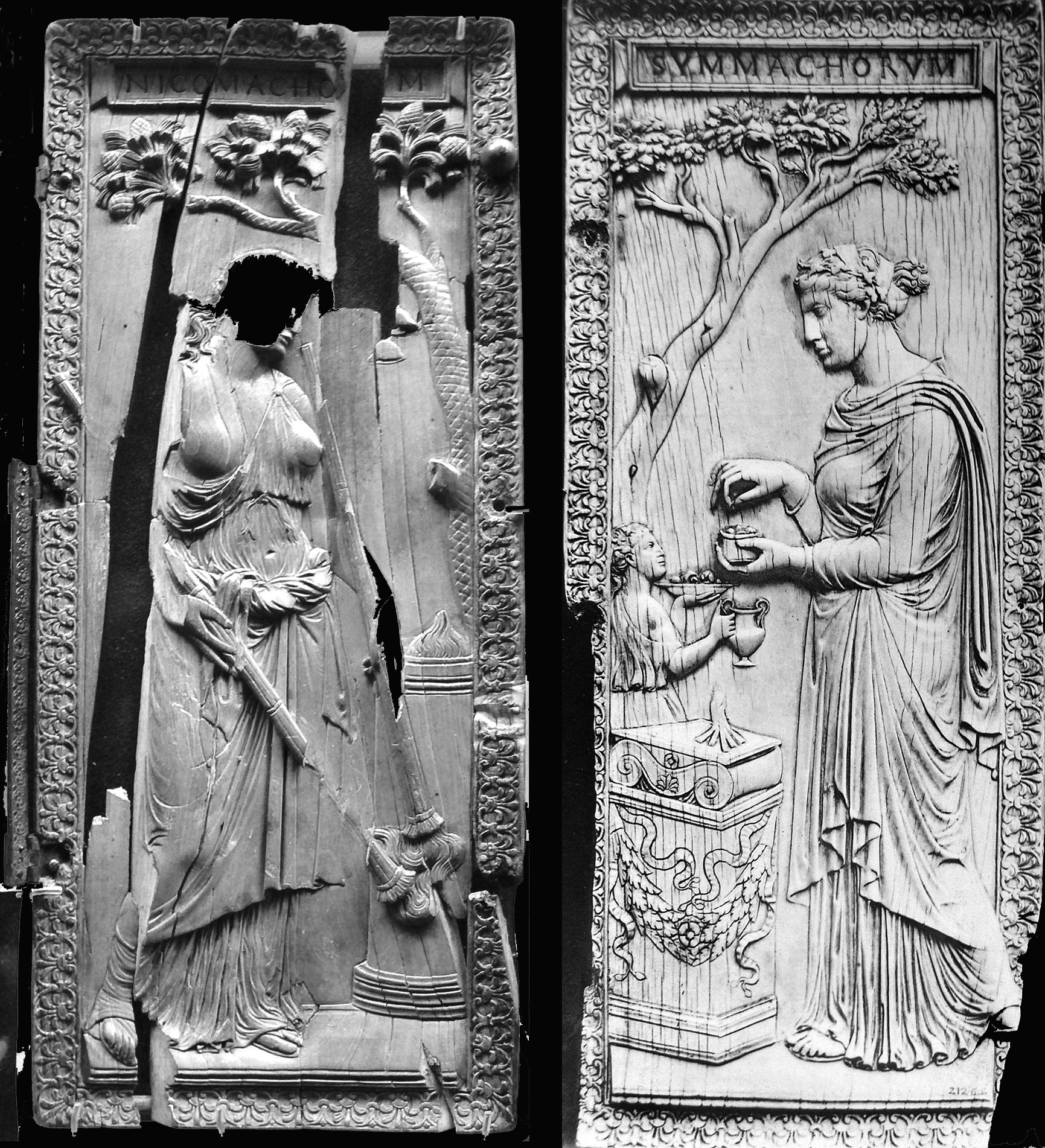
Elfenbein-Diptychon mit der Aufschrift Nicomachorum (links) und Symmachorum (rechts). Häufig wird vermutet, dass es aus Anlass der Hochzeit Nicomachus Flavianus des Jüngeren mit einer Tochter des Quintus Aurelius Symmachus, ca. 392–394, gefertigt wurde.

Nicomachus Flavianus (geboren um 358; gestorben nach 432), zur Unterscheidung von seinem Vater Virius Nicomachus Flavianus häufig Nicomachus Flavianus der Jüngere genannt, war ein spätantiker römischer Senator und hoher Beamter.
Er stammte aus einer bedeutenden stadtrömischen senatorischen Familie und stieg selbst zum dreimaligen Stadtpräfekten Roms sowie zum Prätorianerpräfekten im Westen des Reiches auf. Nicomachus Flavianus entstammte einer Familie und einer Schicht, die im zunehmend christianisierten Römischen Reich, in dem die römische Reichskirche immer mehr politischen Einfluss gewann, noch prononciert den traditionellen „heidnischen“ Kulten anhing. Zunächst stieg er gemeinsam mit seinem prominenten Vater Virius Nicomachus Flavianus unter dem Usurpator Eugenius (392–394) auf, der sich mit der heidnischen Stadtaristokratie verbündete.
Nach der Schlacht am Frigidus 394, in der Eugenius von Theodosius I. besiegt wurde, war seine Karriere zunächst unterbrochen, auch wenn er wohl zum Christentum konvertierte. Später gelang es ihm, auch unter den christlichen Kaisern der theodosianischen Dynastie weiter bedeutende Positionen einzunehmen. Er schaffte es auch, das Andenken seines durch seine Teilnahme an der Usurpation des Eugenius in Ungnade gefallenen Vaters wiederherzustellen. Zu diesem Zweck ließ er eine Statue seines Vaters auf dem Trajansforum in Rom aufstellen, deren erhaltene Inschrift als bedeutende Quelle für den Prozess der Anpassung und Integration der vormals heidnischen Eliten in das nun christliche Reich gilt. Er nahm auch an einer Emendation (Korrektur) eines Livius-Manuskripts teil, auf das Teile des heute erhaltenen Textes von dessen Geschichtswerk ab urbe condita  (lateinisch für „seit Gründung der Stadt [Rom]“) zurückzuführen sind.

## Herkunft und Familie

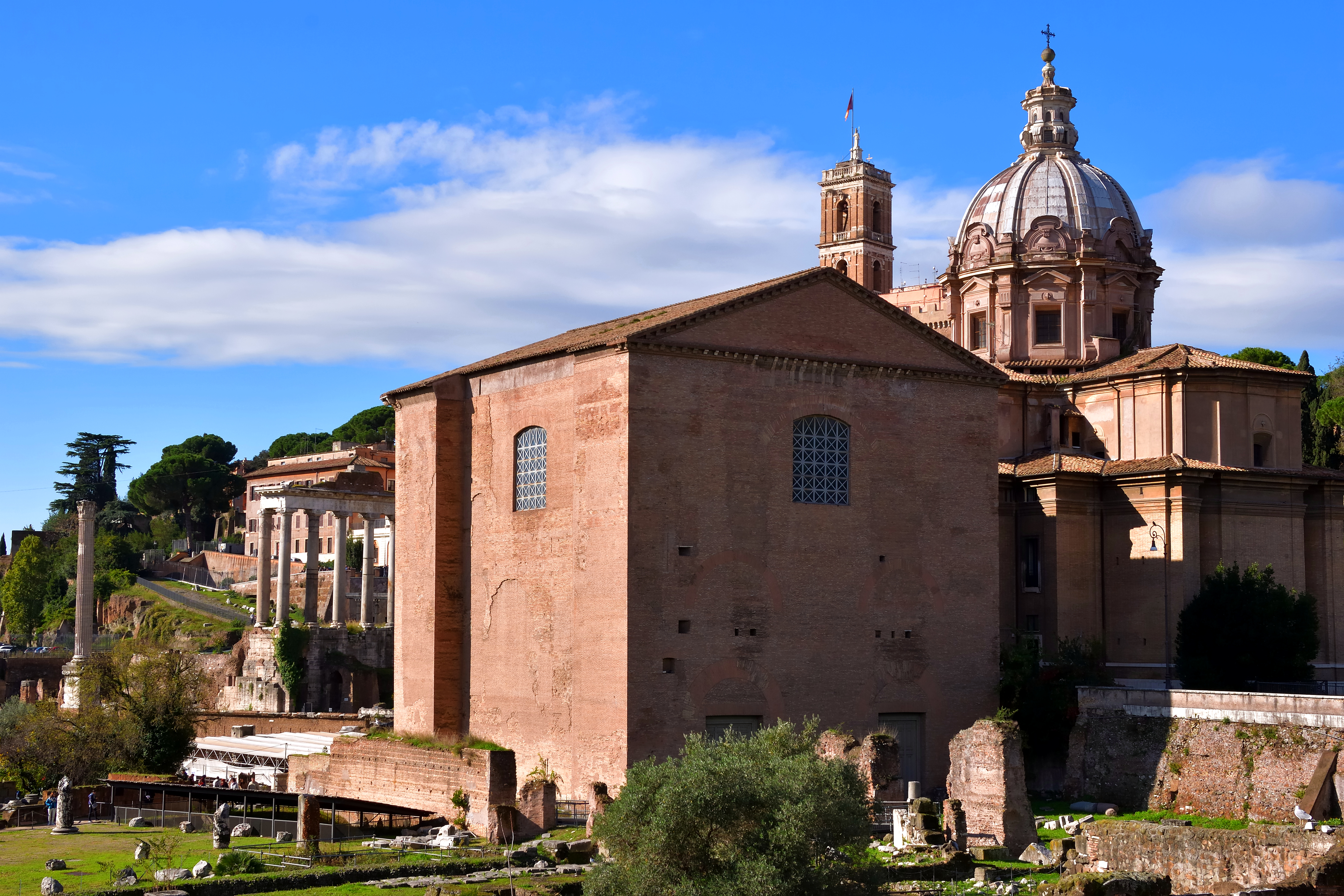
In der Spätantike war die Curia Iulia, der Sitz des römischen Senats auf dem Forum Romanum, nur noch eines der Machtzentren des Römischen Reiches

Als Sohn des Virius Nicomachus Flavianus stammte Nicomachus Flavianus aus einer bedeutenden stadtrömischen senatorischen Familie. Die stadtrömischen Senatoren, die schon zu Beginn der Römischen Kaiserzeit den Großteil ihrer Macht an die römischen Kaiser und deren Hofstaat hatten abgeben müssen, hatten im 4. Jahrhundert weitere Machteinbußen hinnehmen müssen, als Konstantin der Große die zivilen und militärischen Ämter voneinander trennte und ihnen damit den Zugang zum Befehl über das Militär nahm. In der Folge entstand ein eigener Militäradel, der sich aus den Offizieren und Generälen der multiethnischen spätrömischen Armee und deren Nachkommen zusammensetzte. Außerdem gründete Konstantin die neue Reichshauptstadt Konstantinopel, in der die östlichen Kaiser fortan residierten. Auch die westlichen Kaiser (seit der Tetrarchie war das Mehrkaisertum die Regel) residierten meist in anderen bedeutenden Städten wie Augusta Treverorum (heute Trier), Mediolanum (Mailand) und ab 402 in Ravenna. Dadurch erwuchs dem stadtrömischen Senatorenstand auch innerhalb der zivilen Elite Konkurrenz wie die des gallorömischen Senatsadels.
Dennoch waren die stadtrömischen Senatoren nach wie vor in der zivilen Administration des Reiches etwa als Prätorianerpräfekten, Stadtpräfekten und Provinzstatthalter einflussreich und waren außerdem reich begütert, sodass sie nach wie vor ein wichtiger Machtfaktor waren. Die Nicomachi Flaviani etwa hatten eine Villa in Kampanien in der Nähe Neapels, eine weitere auf dem Mons Gaurus bei Puteoli, ebenfalls in Kampanien, sowie ausgedehnten Grundbesitz auf Sizilien. Die Nicomachi waren mit anderen senatorischen Familien bekannt, teilweise auch verwandt und verschwägert, so insbesondere den Symmachi und deren bedeutendstem Vertreter, Quintus Aurelius Symmachus, der nicht nur Freund, sondern auch Cousin des Vaters Virius Nicomachus Flavianus war.
Mit der konstantinischen Wende hin zum Christentum war die Sonderfunktion der senatorischen Elite im Rahmen der traditionellen römischen Kulte bedroht; 380 erhob Theodosius I. das Christentum mit dem Edikt cunctos populos sogar zur Staatsreligion. Die römische Reichskirche mit ihren Bischöfen gewann immer mehr Macht. Nicomachus war wie sein Vater „Heide“, also Anhänger der traditionellen Götterkulte, zumal sich ein Teil ihres Prestiges und ihrer Macht aus der bis dahin engen Assoziation zwischen den Kulten und dem römischen Staatswesen ergab. Sie waren bis ins 4. Jahrhundert auch oft Priester mit religiösen Funktionen in der traditionellen römischen Staatsreligion; diese Funktionen stärkten auch eine gewisse Unabhängigkeit vom schon lange nicht mehr in Rom residierenden römischen Kaiser.
Über die eigene Familie Nicomachus Flavianus des Jüngeren ist nur sicher bekannt, dass er mit einer Tochter des Quintus Aurelius Symmachus verheiratet war und eine Tochter namens Galla hatte. Symmachus gehörte als gewesener Stadtpräfekt und princeps senatus zu den einflussreichsten stadtrömischen Senatoren; er war außerdem ein prominenter Heide, der in den Kontroversen der Zeit zur Stellung der traditionellen Religionen eine wichtige Rolle spielte, besonders im Streit um den Victoriaaltar. Wohl aus Anlass der Heirat gaben die Familien der Nicomachi und Symmachi ein Elfenbein-Diptychon in Auftrag, das, wenn auch beschädigt, erhalten ist. In der Folgezeit nach der Hochzeit erhielt das Paar zahlreiche Briefe von Quintus Aurelius Symmachus, deren Texte erhalten sind. Wann genau die Hochzeit mit der Tochter des Symmachus stattfand, ist aufgrund der unsicheren Datierung von Symmachus’ Briefen unklar. Vermutungen reichen von 387 bis 392–394.
Otto Seeck vermutete außerdem, dass Appius Nicomachus Dexter der Sohn Nicomachus Flavianus des Jüngeren aus dessen erster Ehe mit einer namentlich nicht bekannten Tochter des heidnischen Senators Appius Claudius Tarronius Dexter gewesen sei. Diese von Seeck für vor 383 postulierte erste Ehe wurde jedoch in der späteren Forschung eher abgelehnt; sicher belegen lässt sich nur die Ehe mit der Tochter des Symmachus. Auch die Annahme, Nicomachus Flavianus der Jüngere sei der Vater des Appius Dexter gewesen, ist umstritten. Stattdessen wird der vermeintliche Sohn häufig als Neffe gehandelt, zumal die Anzahl der Kinder Nicomachus Flavianus des Älteren unbekannt ist. Die Tochter Nicomachus des Jüngeren, Galla, heiratete Quintus Fabius Memmius Symmachus, den Sohn des Quintus Aurelius Symmachus.

## Karriere

### Erste Ämter
Das Geburtsdatum Nicomachus Flavianus des Jüngeren ist nicht direkt bekannt. Aus seiner Karriere lässt sich aber schließen, dass er um 358 geboren worden sein muss. Das erste Mal begegnet er in den 380er Jahren in den Quellen, als die Kaiser Gratian (375–383) und Valentinian II. (375–392) im Westen des Reiches regierten; im Osten regierte seit 379 Theodosius I. Seine erste überlieferte Position ist die eines consularis Campaniae, also des Statthalters der italischen Provinz Campania (heute Kampanien). Anschließend wurde er Prokonsul der kleinasiatischen Provinz Asia im Osten des Reiches. Für einen westlichen Aristokraten dieser Zeit war dies ein ungewöhnliches Amt. Zwar trat er das Amt offiziell schon 382 an, aber offenbar hielt er sich noch Anfang 383 mit seinem Vater in Rom auf, weil dieser die Abreise aufgehalten hatte. Als proconsul Asiae residierte er in Ephesos. In dieser Funktion war er Empfänger eines an ihn gerichteten kaiserlichen Gesetzes zur Kontrolle von Steuerpächtern, das auf den 10. Mai 383 datiert und im Codex Theodosianus überliefert ist. Anscheinend kam er auf der Reise in den Osten durch Athen, wo der Redner Himerios ihm eine Rede hielt, die in Fragmenten erhalten ist. Von Himerios sind auch zwei weitere Reden auf ihn als proconsul Asiae erhalten.
Wie aus einer Rede des berühmten Rhetors Libanios hervorgeht, fiel Nicomachus Flavianus jedoch in Ungnade, als er in seiner Eigenschaft als proconsul Asiae entgegen der kaiserlichen Gesetzgebung ein Stadtratsmitglied (Decurio) auspeitschen ließ. Um einer Bestrafung zu entgehen, floh er aus dem von Theodosius I. regierten Ostteil des Reiches zurück in seine Heimatstadt Rom. In der Folgezeit scheint seine Karriere zunächst einmal beendet gewesen zu sein; eine Rolle in der Politik der nächsten Jahre – etwa im Streit um den Victoriaaltar 384 – ist nicht überliefert. Währenddessen wurde der Westen des Reiches seit 383 von der Usurpation des Magnus Maximus erschüttert. Erst 388 konnte Maximus durch einen Feldzug Theodosius’ I. in den Westen besiegt werden. Theodosius hielt sich in der Folgezeit zunächst in der Kaiserresidenz Mediolanum auf, von wo aus er Nicomachus Flavianus zu sich an den Hof rufen ließ; dieser blieb jedoch weiterhin ohne Amt.

### Aufstieg unter Eugenius
Am 15. Mai 392 wurde Kaiser Valentinian II. erhängt in seinem Palast in Vienne aufgefunden. Damit war Theodosius I., der zwischenzeitlich in den Osten zurückgekehrt war, der einzige verbliebene Kaiser. Nach einigen Monaten der Thronvakanz im Westen ließ jedoch der mächtige Heermeister (magister militum) Arbogast – dem viele die Schuld am Tod Valentinians gaben, da Arbogast die eigentliche Macht hinter dem westlichen Kaiserthron war – den Beamten Eugenius zum Kaiser erheben. Theodosius billigte dies zunächst, wohl auch aus Mangel an Alternativen. Arbogast und Eugenius suchten offenbar nach Verbündeten in der stadtrömischen Oberschicht, um die Regierung des Eugenius zu stützen, die formal eine Usurpation war, weil Eugenius nicht mit den herrschenden valentinianischen und theodosianischen Kaiserhäusern verwandt war. Einen solchen Verbündeten fanden sie insbesondere in Nicomachus Flavianus dem Älteren. Nicomachus’ Vater, der bereits seit 390 als Prätorianerpräfekt Italiens, Illyriens und Africas das höchste zivile Amt im Westen innehatte, wurde in diesem bestätigt. Flavianus der Ältere sah dies nun auch als Chance, sein Heidentum frei auszuleben. Für 394 wurde er sogar von Eugenius zum Konsul des Westens ernannt. Flavianus der Jüngere wurde mit dem bedeutenden Amt des Stadtpräfekten (praefectus urbi) der Stadt Rom ausgestattet.
Inwiefern dieser Machtzugewinn der stadtrömischen Oberschicht und insbesondere der Familie der Nicomachi Flaviani auch mit einem „heidnischen Neuanfang“ (pagan revival) einherging, ist in der Forschung umstritten. Die ältere Forschung ging davon aus, dass Eugenius und Arbogast stark auf eine generelle Neubelebung des Heidentums setzten und dadurch in einem scharfen Konflikt mit dem christlichen Kaiser Theodosius standen; die Prominenz der beiden Nicomachi wurde als Argument für diese These verwendet. Die neuere Forschung hat der These vom pagan revival jedoch widersprochen und verweist darauf, dass es kaum gesicherte Quellen für eine weitreichende Förderung der paganen Religionen unter Eugenius gebe. Der Übergang von den alten Kulten zum Christentum sei eher ein schleichender Prozess gewesen, in dem große Konfrontationen erst im Nachhinein konstruiert worden seien.
Die Forschungskontroverse ist auch für die Bewertung der Rolle des Stadtpräfekten Nicomachus Flavianus unter Eugenius relevant. Ein zentrales Argument für die These, dass unter Eugenius die heidnischen Tempel wiederhergestellt wurden, ist etwa eine Inschrift des praefectus annonae Numerius Proiectus, die in Ostia, dem Hafen Roms, gefunden wurde. Darin schreibt sich Proiectus die Restaurierung einer cella Herculis zu. Der praefectus annonae, der für die Getreideversorgung Roms zuständig war, unterstand dem Stadtpräfekten Nicomachus Flavianus. Die Inschrift wurde lange so gedeutet, dass sie sich auf die cella, also den zentralen Kultraum, eines Hercules-Tempels bezieht. Neuere Untersuchungen argumentieren jedoch, dass es keine gesicherte archäologische Evidenz für einen Tempel des Hercules in Ostia gebe – das traditionell als Herculestempel identifizierte Heiligtum könnte auch dem Vulcanus geweiht gewesen sein. Außerdem müsse sich das Wort cella nicht notwendig auf einen Tempel beziehen, sondern könne auch einen etwa durch Wandbilder mit Hercules identifizierten Raum in einem der vielen Bäder in Ostia meinen. Insofern ist unklar, inwiefern Nicomachus Flavianus der Jüngere Anteil an den für seinen Vater bezeugten Versuchen nahm, die traditionellen Kulte wiederzubeleben.

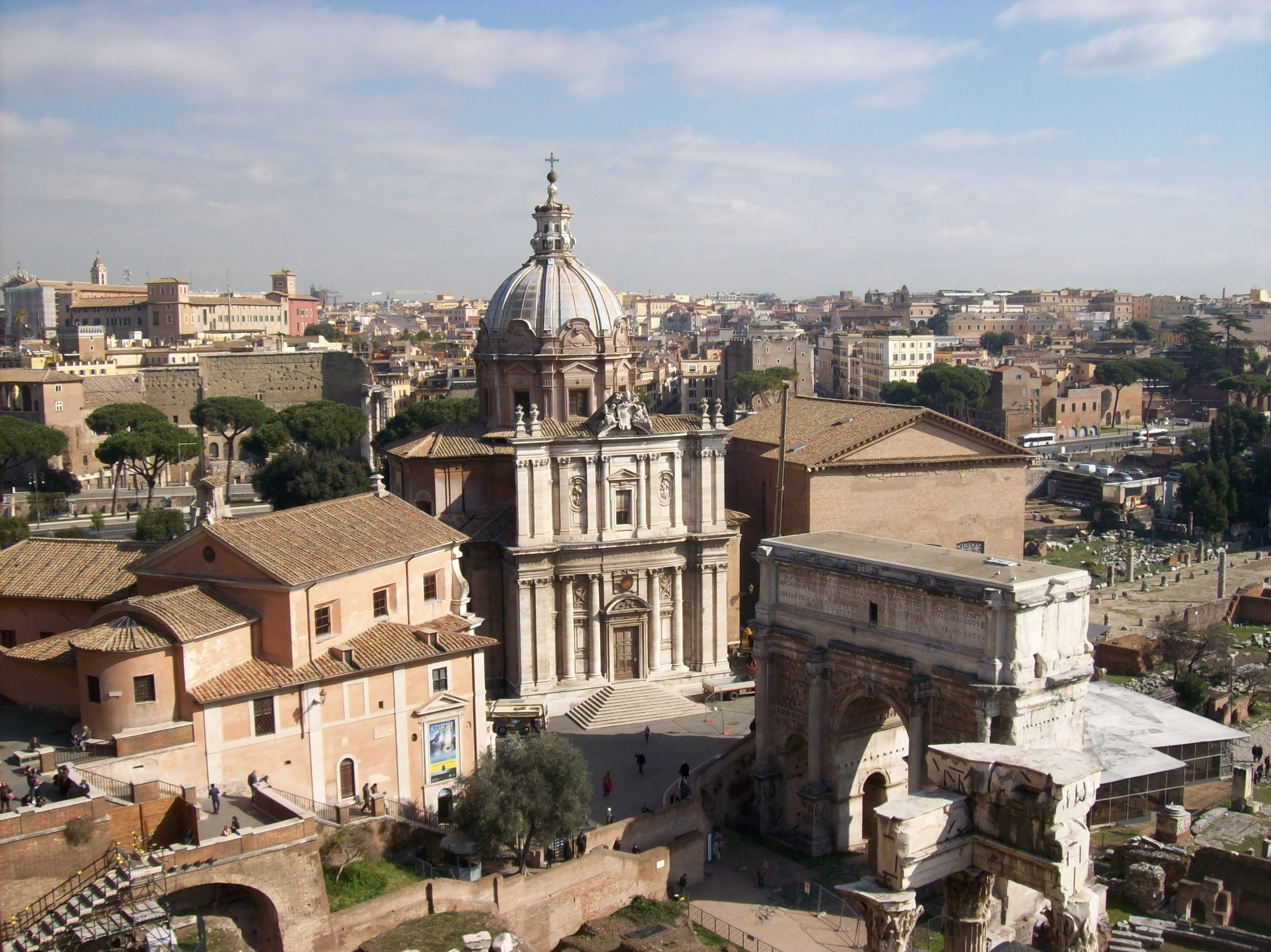
Bildmitte: Kirche Santi Luca e Martina, wo früher das von Nicomachus gebaute secretarium senatus stand, direkt rechts daneben (hinter dem Bogen) die in ihrer spätantiken Bausubstanz noch erhaltene Curia Iulia

Eine Inschrift aus dem Jahr 412 bezeugt, dass Flavianus der Jüngere während einer seiner Stadtpräfekturen ein secretarium senatus auf dem Forum Iulium in unmittelbarer Nähe zum Senatssitz in der Curia Iulia bauen ließ, das bereits wenig später abbrannte, 412 aber von dem Stadtpräfekten Flavius Annius Eucharius Epiphanius neu aufgebaut wurde. An der Stelle des secretarium steht heute die Kirche Santi Luca e Martina, was Ausgrabungen verhindert. So können Ausmaße und Funktion des Baus nur sehr spekulativ erschlossen werden; vielleicht handelte es sich um einen Gerichtssaal. Der Bau stammt vermutlich ebenfalls aus der Stadtpräfektur 392–394.

### Fall
Nachdem Theodosius die Usurpation des Eugenius zunächst toleriert hatte, zog er 394 mit einer großen Armee unter seinen Heermeistern Timasius und Stilicho in den Westen. In der blutigen Schlacht am Frigidus im heutigen Slowenien siegte er am 5./6. September 394 gegen die Truppen von Arbogast und Eugenius. Flavianus’ Vater beging daraufhin Selbstmord. Als hoher Beamter unter Eugenius’ Herrschaft war auch Nicomachus Flavianus selbst in unmittelbarer Gefahr, einer Säuberung von Eugenius’ Anhängern zum Opfer zu fallen. Über seinen Vater wurde die damnatio memoriae verhängt, und er selbst seines Amtes enthoben, wobei er auch das Gehalt seines Vaters als Prätorianerpräfekt an den römischen Staat zurückzahlen musste.
Eine Passage in Augustinus’ De civitate Dei (geschrieben ca. 410er/420er Jahre) ist in diesem Zusammenhang häufig auf Nicomachus Flavianus den Jüngeren bezogen worden. In einem Kapitel, das aus christlicher Perspektive dem gottesfürchtigen Kaiser Theodosius huldigt, schreibt der Bischof zum Nachgang des Krieges mit Eugenius: „[…] so verfügte [Theodosius], daß […] Söhne [seiner Feinde], die, obwohl noch nicht Christen, zur Kirche ihre Zuflucht nahmen, bei dieser Gelegenheit Christen würden und wandte ihnen eine wahrhaft christliche Liebe zu; er beraubte sie nicht ihres Vermögens, bedachte sie vielmehr mit noch höheren Ehren. Gegen niemand ließ er nach dem Siege Privatfeindschaft wirksam werden.“ Die Passage scheint gut auf Flavianus zu passen, der ein prominenter Sohn eines hohen Beamten und Konsuls unter Eugenius und noch dazu nicht getauft war. Wenn sie sich auf ihn bezieht, wie allgemein angenommen wird, zeigt sie, dass er zum Christentum konvertierte. Auch Prudentius’ zeitgenössisches contra Symmachum deutet auf eine Konversion vieler römischer Senatoren nach der Schlacht am Frigidus hin.
Danach war Nicomachus’ Karriere zunächst erneut blockiert. Ein Brief des Symmachus deutet an, dass Nicomachus nach der Niederschlagung von Eugenius’ Usurpation in Rom sowohl beim Volk als auch beim Senat wegen eines mit den politischen Unruhen und damit mit ihm assoziierten Getreidemangels unbeliebt war. Anfang 395 starb Theodosius I. und wurde im Westen von seinem noch jugendlichen Sohn Honorius ersetzt, der zunächst unter der Vormundschaft des Generals Stilicho stand. In den Folgejahren zog er sich häufig mit seiner Frau auf seine Villa bei Puteoli zurück, wo er den Herbst und Winter 395/396, die Sommer 396 und 397 und auch später immer wieder Zeit verbrachte. Insbesondere die systematische Fürsprache seines Schwiegervaters Quintus Aurelius Symmachus, die in Briefen an mächtige Mitglieder des kaiserlichen Staatsrats (consistorium) zutage treten, führte jedoch schließlich zu Nicomachus’ Rehabilitation. Besonders Stilicho scheint letztlich eine wichtige Rolle für die Fortsetzung von Nicomachus’ Karriere gespielt zu haben. Ein erstes Zeichen war, dass er vom Kaiser zur Inauguration des Flavius Mallius Theodorus als Konsul 399 eingeladen wurde.

### Erneuter Aufstieg
399/400 diente er dann erneut als Stadtpräfekt Roms. Die Stadtpräfektur bezeugen sowohl mehrere Briefe des Symmachus als auch mehrere an ihn in dieser Eigenschaft adressierte Gesetze, die im Codex Theodosianus überliefert sind. Dadurch lässt sich seine Amtszeit auf mindestens vom 6. Juni 399 bis zum 8. November 400 datieren. Während seiner Zeit als Stadtpräfekt scheint er erneut in einen Skandal involviert gewesen zu sein, dieses Mal wurde ihm Veruntreuung vorgeworfen. 408 scheint er, inmitten der Auseinandersetzung Roms mit den Goten unter Alarich, das dritte Mal die Stadtpräfektur bekleidet zu haben. Der einzige andere Mann der Spätantike, der dieses Amt dreimal bekleidete, war Anicius Acilius Glabrio Faustus; insofern handelte es sich um eine besondere Ehre. Allerdings konnte Nicomachus die dreimalige Stadtpräfektur öffentlich nicht für sich reklamieren, da die Stadtpräfektur unter Eugenius offiziell nicht mehr galt. Wohl deswegen nutzte er in einer Inschrift den Begriff saepius („oft“) statt der Zahl II, um die Anzahl seiner Stadtpräfekturen zu beschreiben. 414 wurde er gemeinsam mit Caecilianus nach dem Aufstand des Heraclianus damit beauftragt, in der Provinz Africa Recht zu sprechen.
431 wurde er, wie zuvor sein Vater, Prätorianerpräfekt Italiens, Illyriens und Africas, als der er von April 431 bis März 432 bezeugt ist. Als Prätorianerpräfekt war er Mitglied des kaiserlichen Staatsrats, des consistorium des noch kindlichen Kaisers Valentinian III. Diese Position nutzte er offenbar, um das Andenken seines Vaters vollständig wiederherzustellen. Zu diesem Zweck ließ er gemeinsam mit seinem Sohn oder Neffen Appius Nicomachus Dexter auf dem Trajansforum in Rom eine Statue des Virius wieder aufstellen. Die ausführliche Inschrift ehrt sowohl Virius als auch Flavianus den Jüngeren. Sie enthält auch ein Sendschreiben der beiden Kaiser Valentinian III. und Theodosius II. an den Senat, das detailliert darstellt, dass jeder Flecken auf dem Andenken der Familie nur auf Missverständnissen und Missgunst beruhe. Es kann davon ausgegangen werden, dass der jüngere Nicomachus das Schreiben selbst formulierte.
Generell lässt sich die Inschrift als bedeutendes Dokument verstehen, mit der in Form der Ehre des Virius Nicomachus Flavianus zumindest ein Teil der heidnischen senatorischen Vergangenheit in die christliche Gegenwart des 5. Jahrhunderts hinübergerettet wurde, wenn auch ohne explizite Bezugnahme auf den Zusammenhang mit der nichtchristlichen Religion. Ein weiterer Hinweis auf diesen Prozess findet sich in den etwa gleichzeitigen Saturnalia des Macrobius, einem fiktiven Gespräch unter heidnischen Senatoren, in dem Nicomachus’ Vater ebenfalls eine prominente Rolle spielt. Nicomachus Flavianus der Jüngere erscheint nach seiner Prätorianerpräfektur nicht mehr in den Quellen; sein weiteres Schicksal ist ungewiss.

## Geschichtsschreiber?
Zuweilen wurde wie bei seinem Vater erwogen, dass Flavianus der Jüngere der Autor des mysteriösen, um das Ende des 4. oder den Anfang des 5. Jahrhunderts entstandenen Geschichtswerks Historia Augusta sei. Die Historia Augusta sei dann als eine Art verdeckter Panegyrikus auf Theodosius I. zu deuten, den Nicomachus der Jüngere in den Jahren zwischen der Schlacht am Frigidus und dem Herbst 398 geschrieben habe, als er politisch erledigt war. Hierbei handelt es sich jedoch um eine Spekulation ohne direkten Beleg, weswegen sie von manchen Forschern auch explizit abgelehnt wird. Da sein Vater gesichert ein (heute verlorenes) Geschichtswerk mit dem Titel Annales verfasst hat und Geschichtsschreibung in der gebildeten senatorischen Oberschicht durchaus prestigeträchtig war, würde ein derartiges Engagement in welcher konkreten Form auch immer zumindest nicht überraschen. Hinzuweisen ist auch auf die wohl in dieser Zeit entstandene Epitome de Caesaribus, bei der oft vermutet wird, dass sie Material aus den Annales enthält. Zumindest dürfte deren anonymer Autor dem Umkreis der Nicomachi nahegestanden haben.

## Die Livius-Ausgabe

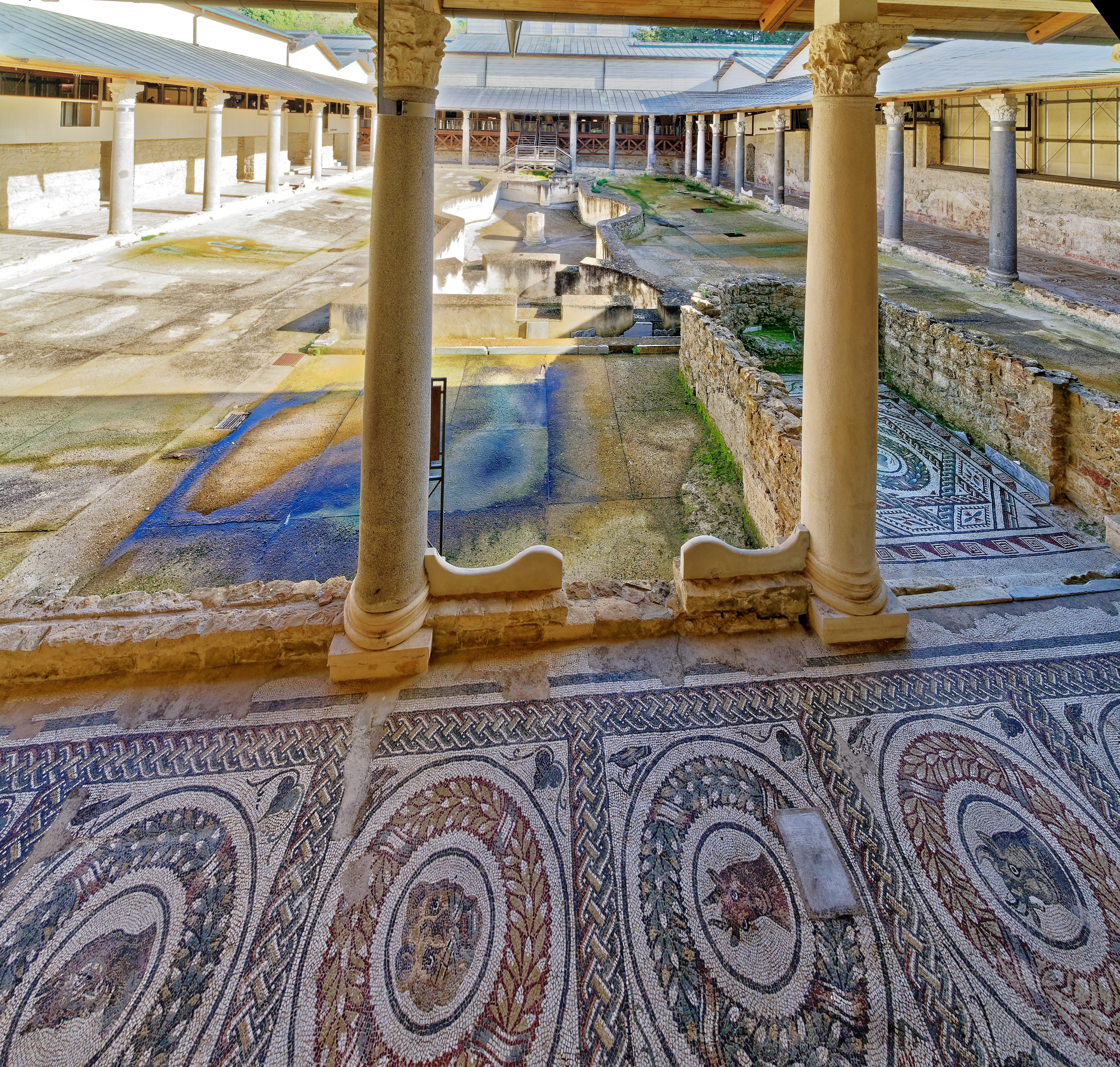
apud Hennam („bei Henna“), also vielleicht auf diesem heute als Villa Romana del Casale bekannten sizilischen Landgut bei der Stadt Henna, arbeitete Nicomachus an seiner Livius-Korrektur. Hier das Peristyl der reich mit gut erhaltenen Mosaiken verzierten Villa.

Gemeinsam mit einem sonst weitgehend unbekannten Victorianus sowie mit seinem Sohn oder Neffen Appius Nicomachus Dexter nahm Nicomachus Flavianus der Jüngere an der Korrektur einer Kopie der ersten Dekade (die Bücher 1–10 zur Zeit von 753 v. Chr. bis 293 v. Chr.) des Geschichtswerks ab urbe condita des Titus Livius teil. Dies zeigen drei Subskriptionen unter seinem Namen – namentliche Notizen, die Emendatoren (Korrektoren) in von ihnen durchgesehenen antiken und mittelalterlichen Handschriften hinterließen. Sie lauten vollständig:
Buch 6: Nicomachus Flavianus v.c. [= vir clarissimus] III praefectus urbis emendavi.
Buch 7: Emendavi Nicomachus Flavianus v.c. ter praef(ectus) urbis apud Hennam.
Buch 8: Emendavi Nicomachus Flavianus v.c. ter praef(ectus) urbis apud Term(as).
Die Subskriptionen stammen aus seiner Tätigkeit als Korrektor einer Kopie von ab urbe condita, die auf einem offenbar vollständigen Manuskript des Werkes basierte, das sich ursprünglich im Besitz des Quintus Aurelius Symmachus befand. Die Korrektoren entstammten dem unmittelbaren Umfeld des Symmachus („Symmachuskreis“). Nicomachus emendierte die Bücher 6–8. Die von den dreien korrigierten Kopien spielen eine wichtige Rolle in der Überlieferungsgeschichte des noch heute für die römische Geschichte wichtigen Werks. Die genauen Umstände sind schwierig zu beurteilen und weiterhin Gegenstand der wissenschaftlichen Diskussion, die sich im Wesentlichen nur auf die Subskriptionen selbst, Vergleiche erhaltener spätantiker und mittelalterlicher Livius-Manuskripte sowie einen Brief des Symmachus an einen Freund namens Valerianus stützen kann, für den die Livius-Kopie bestimmt war. Unter anderem ist nicht mehr sicher zu sagen, ob Nicomachus lediglich eine einzelne Kopie von Symmachus’ Manuskript Korrektur las oder ihm auch andere zeitgenössische Abschriften zur Verfügung standen, mit denen er die Kopie vergleichen konnte. Jedenfalls gilt die auf der „Edition der Nicomachi“ (so der übliche Begriff der Editionsforschung) beruhende Textüberlieferung im Vergleich als qualitativ hochwertig.
Der in einer der Subskriptionen genannte Ort „bei Henna“ (apud Hennam) ist nach archäologischen Untersuchungen vielleicht mit dem unter dem Namen Villa Romana del Casale bekannten sizilischen Landgut nahe Piazza Armerina bei der Stadt Henna identisch. Die andere Ortsbezeichnung, apud Term[as], könnte sich auf die Thermae Selinuntiae beziehen, das ebenfalls auf Sizilien gelegene moderne Sciacca. Unsicher ist auch die Datierung der verschiedenen Emendationen. Alan Cameron vermutete auf Basis seiner Rekonstruktion der verfügbaren Quellen zur Livius-Ausgabe des Symmachuskreises, dass sie nicht, wie bisher angenommen, in mehreren, zeitlich Jahre voneinander entfernten Intervallen, sondern komplett innerhalb weniger Wochen des Jahres 400 entstand. Nicomachus hätte die Korrektur dann bei einem Aufenthalt auf Sizilien während seiner Amtszeit als Stadtpräfekt angefertigt, vielleicht gemeinsam mit seinem noch jugendlichen Sohn Appius Nicomachus Dexter.